# Anouk
Anouk (Haia, 8 de abril de 1975) é uma cantora e compositora neerlandesa.

## Biografia
Anouk, nascida em Haia, começou a se interessar pela música porque sua mãe era uma cantora de blues. Começou sua carreira cantando em casamentos e festas com a banda Shotgun Wedding. Através de seu ex-marido Edwin Jansen, conheceu Barry Hay do Golden Earring, que reconheceu que Anouk tinha talento e ofereceu-se para escrever algumas 
canções para ela. Da colaboração com Barry Hay surge  
"Mood Indigo" (co-escrita por 
George Kooymans (também do Golden Earring)).
Após conhecer Bart van Veen, seu co-escritor, o par escreveu algumas canções. Em 5 de setembro de 1997, ela lançou seu segundo single, "Nobody's Wife", que permaneceu no topo das paradas de sucesso holandesas por algumas semanas. O álbum Together Alone obteve também grande successo.
Em 1998, Anouk ganhou dois prémios do canal musical holandês TMF Nederland (The Music Factory) em adição de um prêmio Edison. Durante o verão, ela tocou em vários festivais.
Seu segundo álbum, Urban Solitude, foi lançado em Novembro de 1999, e incluiu o single "R U Kiddin' Me". Esta canção alcançou o Top 100 holandês.
Logo em seguida, Anouk foi para os Estados Unidos da América em busca de um contrato de gravação. Negociações com seu selo norte-americano Sony Music terminaram mal, resultando no seu retorno aos Países Baixos sem contrato. Ela lançou uma nova canção, "Don't", e iniciou uma turnê pelos Países Baixos em fevereiro de 2001.
Em março de 2001, foi lançado Lost Tracks, álbum contendo versões acústicas, lado-B de antigas canções e duetos com Sarah Bettens (vocalista do K's Choice) e com The Anonymous Mis. Neste mesmo ano, ela recebeu o prêmio Popprijs.
Em novembro de 2002, é lançado Graduated Fool, seu álbum mais pesado até então. No ano seguinte, Anouk recebe a Golden Harp (Arpa de Ouro).
De seu próximo álbum, Hotel New York de 2004, foram lançados como singles as faixas "Girl", "Lost", "Jerusalem" e "One Word".
Em novembro de 2012 Anouk foi selecionada para representar a Holanda no Festival Eurovisão da Canção 2013. Com a canção "Birds" a cantora alcançou a fase final do festival.

## Vida pessoal
É casada com Remon Stotijn (Vocalista de reggae / rap) em 16 de março de 2004 e é mãe de três filhos:  Benjahmin Kingsley (nascido em 18 abril de 2002),  Elias Jeramiah (05 de dezembro de 2003) e  Phoenix Ray (03 de junho de 2005).

## Discografia
- Together Alone (1997)
- Urban Solitude (1999)
- Lost Tracks  (2001)
- Graduated Fool (2002)
- Update (live and acoustic (2004)
- Hotel New York (2004)
- Anouk is Alive (live in Ahoy)(2006)
- Who's Your Momma (2007)
- Live At Gelredome (2008)
- For Bitter or Worse (2009)
- To Get Her Together(2011)
- Sad Singalong Songs (2013)
- Paradise and Back Again (2014)
- Queen for a Day (2016)
- Fake It Till We Die (2016)
- Wen d'r maar aan (2018)
- Trails of Fails (2022)
- Deena & Jim (2023)
- Set This Thing on Fire (2025)